# Nuoto ai Giochi della XXV Olimpiade - Staffetta 4x100 metri stile libero femminile
Hanno partecipato alle batterie di qualificazione 13 nazioni, di cui le prime 8 si sono qualificate per la finale.

## Finale
28 luglio 1992
| Posizione | Atlete | Paese             | Tempo      |
| --------- | ------ | ----------------- | ---------- |
|           |        | Stati Uniti       | 3:39.46 RM |
|           |        | Cina              | 3:40.12    |
|           |        | Germania          | 3:41.60    |
| 4         |        | Squadra Unificata | 3:43.68    |
| 5         |        | Paesi Bassi       | 3:43.74    |
| 6         |        | Danimarca         | 3:47.81    |
| 7         |        | Svezia            | 3:48.47    |
| 8         |        | Canada            | 3:49.37    |